# Junichi Kogawa
Junichi Kogawa (古川純一?, Kogawa Junichi; Kanagi, 12 febbraio 1972) è un ex combinatista nordico giapponese.

## Biografia
In Coppa del Mondo esordì il 5 dicembre 1992 a Vuokatti (13°) e ottenne l'unico podio il 12 marzo 1993 a Oslo (3°).
In carriera prese parte a due edizioni dei Giochi olimpici invernali, Lillehammer 1994 (19° nell'individuale) e Nagano 1998 (23° nella gara a squadre).

## Palmarès

### Coppa del Mondo
- Miglior piazzamento in classifica generale: 13º nel 1993
- 1 podio (individuale):
  - 1 terzo posto